# Terra di Arnhem

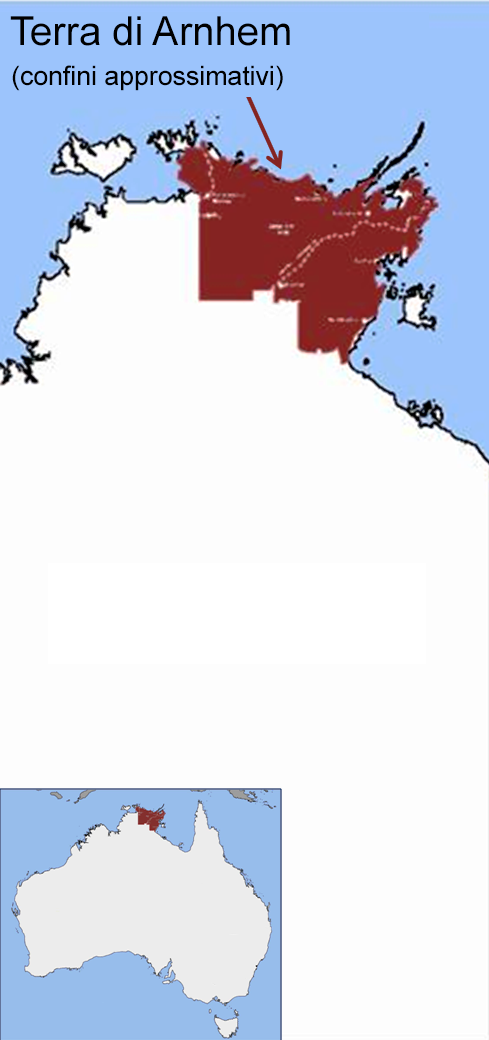
Localizzazione della Terra di Arnhem.

La Terra di Arnhem è un territorio di 97.000 km² sito nel nord-est del Territorio del Nord, in Australia. Prende nome dal vascello olandese che la raggiunse per prima nel XVIII secolo; a sua volta il vascello portava il nome dell'omonima città olandese, che significa “casa delle aquile”.
Rimasto sotto il governo diretto della capitale, Darwin, è oggi amministrato dal Northern Land Council su mandato della locale comunità aborigena.
Si estende da Port Roper, sul Golfo di Carpentaria fino al fiume East Alligator, dove si congiunge con il Parco nazionale Kakadu. I suoi principali centri abitati sono Jabiru, sul confine del parco nazionale Kakadu, e Maningrida, sulle foci del fiume Liverpool. Il nome le venne dato da Matthew Flinders ed è quello della nave olandese Arnhem che ne esplorò le coste nel 1623.
Ci si trova la palude degli Alfuri ripresa nel film 10 canoe.
All'estremità nord-orientale della Terra di Arnhem si trova anche la penisola di Gove, sito minerario di estrazione della bauxite dotato di una propria raffineria dell'alluminio. Il suo centro amministrativo è Nhulunbuy, il quarto centro abitato del Territorio del Nord per popolazione.
Degne di nota nella regione sono le pitture rupestri aborigene: di cui alcune di esse registrano l'arrivo dei primi europei - a volte con un dettaglio tale da consentire di riconoscere il modello dei fucili che gli europei avevano con sé (dei fucili Martini-Henry). In un sito distante alcune centinaia di chilometri dalla capitale del Territorio del Nord, Darwin, si trova la raffigurazione di un'intera banchina del molo di Darwin, navi ed edifici inclusi; gli stessi coloni europei vi sono raffigurati ed una figura, dipinta con una pistola ed un codino lungo la schiena, rappresenta uno dei lavoratori cinesi deportati a Darwin nel tardo XIX secolo.